# Iszonyat (film, 1965)
Az Iszonyat (Repulsion) egy 1965-ben bemutatott fekete-fehér angol pszichothriller film, Roman Polański rendezésében, a francia Catherine Deneuve főszereplésével. Ez volt Polański második mozifilmje, angol nyelven az első (az 1962-es, lengyel nyelvű Kés a vízben után).
Forgatókönyvét Gérard Brach és maga Polanski írta. A történet egy súlyos pszichés zavarokkal küzdő, visszahúzódva élő, magányos lányról, Carolról szól, aki retteg az őt körülvevő világtól, undorodik a hozzá közeledő emberek érintésétől. Amikor néhány napra magára marad lakásában, végképp legyűrik szörnyű rémlátomásai, véres tragédiát okozva. A filmet Londonban forgatták, a mellékszerepeket Ian Hendry, John Fraser, Patrick Wymark és Yvonne Furneaux játssza.

## Cselekmény
Carol Ledoux (Catherine Deneuve), egy vonzó de félénk belga maníkűrös lány Londonban él és dolgozik. Nővérénél, Helennél (Yvonne Furneaux) lakik. Carol feltűnően közönyös, szétszórt, a napi életben nehezen viseli az érintkezést másokkal. Egy környékbeli fiatal srác, Colin (John Fraser) beleszeret, de udvarlási kísérletei Carol teljes közönyébe és érdektelenségébe ütköznek. Helen egy nős férfival, Michaellel (Ian Hendry) jár, kapcsolatukat Carol megütközve figyeli. Idegesíti a férfi szokása, hogy a fürdőszobapolcon hagyja saját borotváját és fogkeféjét. Éjszaka nem tud aludni, zavarják Helen és Michael szeretkezésének a szomszéd szobából átszűrődő hangjai. Michaelnek feltűnik Carol zavartsága, de Helen szerint húgának nincs baja, csak érzékenyebb az átlagnál.
Colin vacsorázni hívja Carolt, aki alvajáróként bolyong az utcán. Ránéz egy aszfaltrepedésre, összezavarodik, nem tud tovább menni. A rá váró Colin megtalálja, hazaviszi. Megpróbálja megcsókolni, de Carol ellöki magától, bezárkózik, hosszasan mossa, tisztítja a száját. A polcról a szemétbe löki Michael otthagyott borotváját és fogkeféjét, emiatt nővére, Helen leszidja. Másnap a munkahelyén Carol feltűnően visszahúzódó, nem kommunikál se a kolléganőivel, se a vevőkkel. Főnöknője végül hazaküldi pihenni.
Helen és Michael néhány napra elutaznak Olaszországba. Carol egyedül marad a lakásban. A hűtőszekrényből kivesz egy nyulat, hogy ebédet készítsen. Figyelmét azonban elterelik Michael szertehagyott holmijai. Egy szennyes ing szagától hánynia kell. A tükörben egy férfialakot pillant meg, bár nincs ott senki. Éjszaka hálószobája előtt lépések zaját véli hallani. Bezárkózik a lakásba, nem megy dolgozni. Fürdővizet ereszt, de otthagyja, a víz elárasztja a fürdőszobát. Úgy látja, a fal szétreped, mögötte rémítő sötétség. Szobájába menekül, bezárkózik, és ismét lépéseket hall. Rémálmában egy férfi tör be hozzá, és megerőszakolja. Reggel Colin telefonhívására ébred, de szó nélkül leteszi a kagylót.
Nagy nehezen elmegy dolgozni. Táskájában meglátja a konyhaasztalon hagyott, rothadó nyúl fejét. Az undortól összerándul, megvágja egy vevő ujját, emiatt hazaküldik. Otthon egy régi családi fotót bámul a falon, miközben a fal szilánkokra reped. Az aggódó Colin csönget be hozzá, Carol nem engedi be, Colin rátöri az ajtót. Szerelmet vall a lánynak, de Carol agyonveri egy nehéz gyertyatartóval. Ezután feltakarítja a vérnyomokat, Colin testét berakja a kádba. A bejárati ajtót beszögeli. Éjszaka ugyanazt a rémálmot éli át, az férfi ismét megerőszakolja. A szoba falakból kezek nyúlnak ki, megragadják és markolásszák a testét. Később Michael felesége telefonál, szidalmazza a lányt, akit a férje szeretőjének gondol. Carol elvágja a telefonzsinórt.
A háziúr (Patrick Wymark) érkezik, hogy beszedje a lakbért. Belöki a beszögezett ajtót, ott találja a hálóingben üldögélő Carolt. Bár a férfi megütközik a lakásban uralkodó szenny, bűz és rendetlenség láttán, megkörnyékezi Carolt, hogy pénz helyett természetben is elfogadná a lakbért. Carol nem reagál, a férfi megpróbálja maga alá gyűrni. Carol eltaszítja, majd elvágja a férfi nyakát Michael borotvájával. A sebesültet halálra vagdalja, a holttestet elrejti a bútorok mögé, és visszasüllyed saját képzelgéseibe.
A hazaérkező Helent és Michaelt megdöbbenti a szétrombolt lakás, rábukkannak a meggyilkoltak holttestére. A szomszédok is bejönnek nézegetni a más szerencsétlenségét. Carolt az ágy alá rejtőzve találják, merevgörcsbe esve, már nem kommunikál a külvilággal. Michael felnyalábolja és kifelé indul vele a lakásból. Az utolsó jelenetben a kamera ráközelít a komódon álló régi családi fotóra. A képen mindenki mosolyog, kivéve a kislány Carolt, aki látható félelemmel és undorral mered az idősebb férfi rokonra.

## Szereposztás
| Szerep          | Színész           | Magyar hangja (1. szinkron) |
| --------------- | ----------------- | --------------------------- |
| Carol Ledoux    | Catherine Deneuve | Tóth Ildikó                 |
| Michael         | Ian Hendry        | Rékasi Károly               |
| Colin           | John Fraser       | Selmeczi Roland             |
| Helen Ledoux    | Yvonne Furneaux   | Kiss Erika                  |
| Háziúr          | Patrick Wymark    | Láng József                 |
| Miss Balch      | Renée Houston     | N/A                         |
| Madame Denise   | Valerie Taylor    | N/A                         |
| John            | James Villiers    | N/A                         |
| Bridget         | Helen Fraser      | N/A                         |
| Reggie          | Hugh Futcher      | N/A                         |
| Mrs. Rendlesham | Monica Merlin     | N/A                         |
| Manikűrösnő     | Imogen Graham     | N/A                         |
| Munkás          | Mike Pratt        | N/A                         |

- További magyar hangok: Győri Ilona, Kassai Ilona, Kassai Károly, Szakály Márta, Szitás Barbara.

## Fogadtatása
A film az 1965-ös cannes-i filmfesztiválon mutatták be, ezután került a mozikba Franciaországban és világszerte. Azonnal élénk kritikai reakciót és vitákat váltott ki. A film egyesíti a pszichothriller, a horror és a film noir eszköztárát. A maga korában különlegességnek számított, hogy nőt állított egy paranoid gyilkos szerepébe. A kritikusok vitái után napjainkban Polański egyik legkiemelkedőbb műveként tartják számon.
A film képi világa mindvégig Carol szemszögéből mutatja a történéseket, érzékeltetve, hogy a lány nem képes elválasztani képzelgéseit a számára émelyítő valóságtól. A látszólag ép, vonzó lány álmodozó tekintetét újra és újra szembeállítja a körülötte zajló romlás képeivel. Gilbert Taylor operatőr munkáját 1966-ban, a 19. BAFTA-gálán a legjobb brit operatőrnek járó BAFTA-díjra jelölték, de a díjat a A domb operatőre, Oswald Morris nyerte el. 1967-ben a filmet bemutatták a Berlini Nemzetközi Filmfesztiválon is, ahol elnyerte az Ezüst Medve díjat.
A kritikusok elemezték a szexuális erőszakról, a leánygyermekek elleni szexuális visszaélésről és ennek pszichés következményeiről sugallt üzeneteket, ebben a filmben és Polański hasonló pszichothrillerjeiben (Rosemary gyermeke, A lakó). 
A Roman Polańskival szemben később napvilágra került abúzus-vádak (1977-ben gyermek-megrontás, a 2010-es évektől nők elleni szexuális erőszak) nyomán van, aki összefüggést lát a filmes történetek és a rendező valóságos előélete között.

## További információ
- Iszonyat a PORT.hu-n (magyarul)
- Iszonyat az Internetes Szinkronadatbázisban (magyarul)
- Iszonyat az Internet Movie Database-ben (angolul)
- Iszonyat a Rotten Tomatoeson (angolul)
- Iszonyat a Box Office Mojón (angolul)
- Répulsion (francia nyelven). AlloCiné (allociné.fr)
- Repulsion (1965) (angol nyelven). British Film Institute (Collections BFI.org)